# Doetinchem
Doetinchem ( ( hør)) (nedersaksisk: Deutekem, Durkum og Dörkum) er en kommune og by i det østlige Holland, med et indbyggertal (pr. 2011) på cirka 56.100.
Byen ligger i provinsen Gelderlands østlige del (kaldt Achterhoek eller Graafschap), ved bredden af floden Oude IJssel.
Der tales nederlandsk i denne kommune og nedersaksisk, her ofte kaldt achterhoeks efter regionens navn.
Fodboldklubben De Graafschap har hjemmebane i byen.